# Glyphodes xanthonota
Glyphodes xanthonota là một loài bướm đêm trong họ Crambidae.